# Eolianita

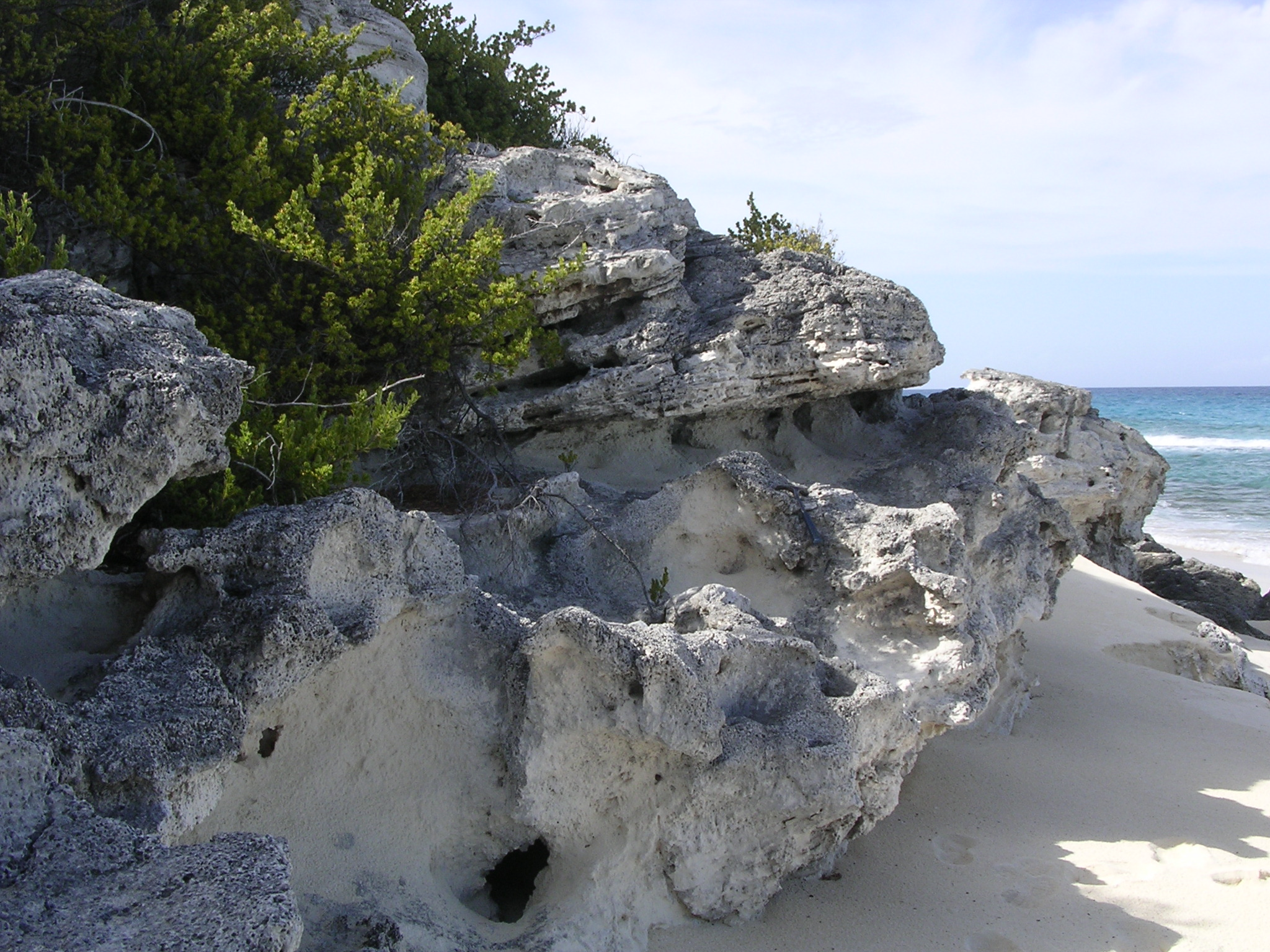
Eolianita del Holoceno en Long Island, Bahamas

La eolianita o aeolianita es cualquier roca formada por la litificación del sedimento depositado por los procesos eólicos, es decir, por la acción del viento. En el uso común, sin embargo, el término se refiere específicamente a la forma más común de eolianita: la de la costa caliza que consiste en sedimentos superficiales carbonatados de origen biogénico marino, formados en dunas costeras por el viento, y litificados posteriormente. La eolianita también es conocida como kurkar en el Oriente Medio, miliolita en la India y Arabia Saudita, y gres dunar en el Mediterráneo oriental.
Se entiende que se han formado durante el último millón de años, y se cree que el momento de la deposición estaban relacionadas con el nivel del mar, pero la naturaleza de esa relación sigue siendo objeto de debate.
La eolianita aparece en muchas partes del mundo. Se presentan más ampliamente entre las latitudes 20° y 40° en ambos hemisferios, con pocas más cerca del ecuador, y prácticamente sin depósitos cerca de los polos. No hay diferencias aparentes en la distribución entre los hemisferios, pero si la extensión y el espesor de los depósitos se tienen en cuenta, el hemisferio Sur tiene la mayor parte de eolianita.
Las condiciones favorables para la formación de eolianita son:
- un clima cálido, favorable a la producción de carbonato por estrechos marinos poco profundos; por ejemplo, la producción de conchas marinas por moluscos marinos;
- vientos de tierra para formar sedimentos varados en las dunas;
- una topografía relativamente baja tierra adentro, en lugar de acantilados terrestres, para permitir la formación de sistemas dunares;
- lluvias en tierra relativamente bajas, para promover la rápida litificación;
- estabilidad tectónica;

Los depósitos de eolianita más extensos en el mundo se encuentran en las costas sur y oeste del Australia. En la costa oeste, hay más de 800 km de acantilados de eolianita, que tienen más de 150 m de espesor en algunos lugares. Estos acantilados, conocidos localmente como formación caliza Tamala (Tamala Limestone Formation) contienen capas de origen dunar intercaladas con capas superficiales de origen marino. 
Otros depósitos sustanciales aparecen en Bermudas, las Bahamas, las costas sur y este de Sudáfrica, en el Mediterráneo, India, y en las islas oceánicas del Pacífico, Atlántico e Índico.